# Pierre II de Savoie
Vous lisez un « article de qualité » labellisé en 2016.
Pour les articles homonymes, voir Pierre II et Pierre de Savoie.
Pierre II de Savoie, dit « le Petit Charlemagne », né en 1203, peut-être au château de Suse (Piémont), et mort le 16 mai 1268 au château de Pierre-Châtel (Bugey), est un prince souverain du comté de Savoie de la seconde moitié du XIIIe siècle.
Sixième fils du comte Thomas Ier de Savoie, il commence une carrière d'ecclésiastique (1226-1233), avant de devenir un seigneur laïc en Bugey, Vaud et Faucigny, ainsi qu'en Angleterre (1234-1263). Son engagement auprès du roi Henri III d'Angleterre, qui est son neveu par alliance, lui a, en effet, permis d'acquérir une expérience diplomatique et militaire, ainsi que d'importants moyens financiers, qui lui sont ensuite utiles dans les territoires soumis à son autorité personnelle. Cette expérience lui est d'autant plus utile lorsqu'en 1263, alors qu'il est âgé de soixante ans, il doit succéder à son neveu, en devenant comte de Savoie et de Maurienne. Grand voyageur, grand diplomate et guerrier, il est aussi un grand administrateur, légiste et bâtisseur. Malgré son court règne, avec lui, le comté de Savoie se consolide et la gouvernance devient plus efficace en raison de quelques réformes — administratives, législatives et fiscales — inspirées de ses vies passées.
Ces différentes raisons font que Pierre de Savoie est vite comparé, par ses contemporains, à l'illustre empereur, devenant ainsi « le Petit Charlemagne » dans la Chronique de Savoye (1419). Ce surnom doit autant à son charme qu'à ses nombreuses prouesses. Cependant, les victoires de Pierre de Savoie sont davantage le fait de la richesse obtenue au service de l'Angleterre et de sa finesse diplomatique, qu'à ses prouesses militaires.

## Biographie

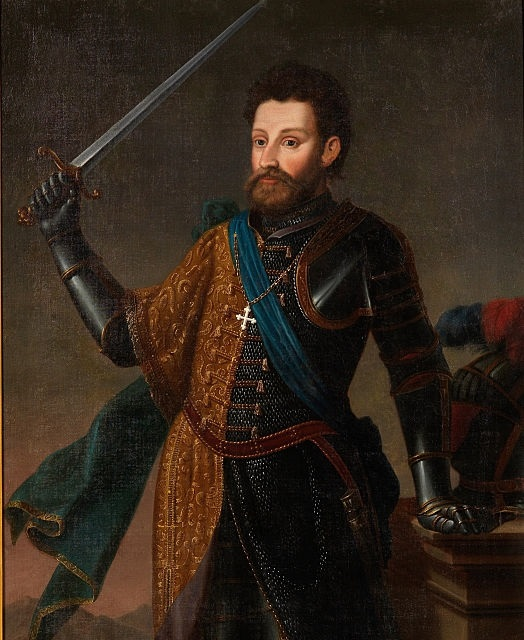
Pierre II de Savoie (Collection Reggia di Venaria Reale, ca 1753).

### Jeunesse (1203-1224) et début de carrière ecclésiastique (1224-1233)
Pierre de Savoie naît en 1203, peut-être au château de Suse dans le Piémont,. Selon certains historiens, dont Bernard Demotz, il serait le huitième enfant et le sixième fils du comte Thomas Ier de Savoie et de son épouse Marguerite de Genève,, peut-être le septième fils, pour l'historien suisse Bernard Andenmatten, voire le dixième, selon la généalogie proposée par le site des archives départementales savoyardes Sabaudia.org.
Il est destiné, comme ses frères aînés Thomas, Guillaume, Boniface et, après lui, Philippe, à l'état ecclésiastique, sans avoir été ordonné prêtre, en raison de son rang. Pierre est qualifié de clerc, dès 1224. À partir de 1224, son frère Thomas est nommé chanoine de la cathédrale de Lausanne. Pierre le rejoint deux ans plus tard,. Il reçoit une formation auprès du prévôt du chapitre Conon d'Estavayer, avec lequel il se lie d'amitié. Mais bientôt, Pierre est constamment absent. Devenu également chanoine de la cathédrale de Valence en 1226,, il obtient la prévôté du chapitre d'Aoste 1226 ou 1227, puis celle de Genève en 1227 ou 1229,,,.

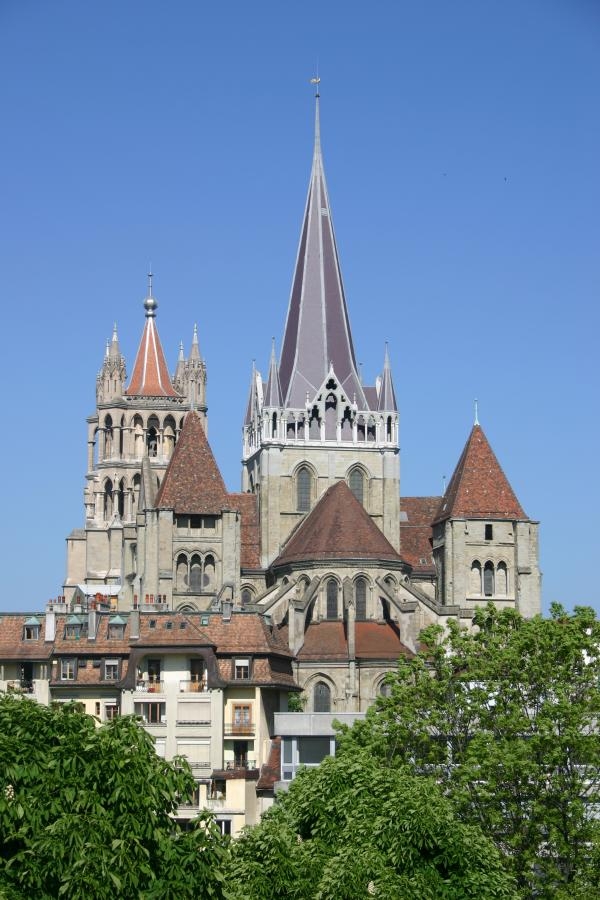
La cathédrale de Lausanne, vue de l'est.

Lors de la succession de l'évêque de Lausanne, éclate une querelle « ni nouvelle, ni étonnante », laissant le siège de l'évêché vacant entre le 6 avril 1229 et le 11 mars 1231. À cette occasion, Pierre de Savoie, toujours en possession des prévôtés des églises de Genève et d'Aoste, est nommé administrateur temporel et spirituel de l'évêché, dans l'attente d'une nomination papale,,,. Boniface de Lausanne est choisi, en 1231, et démissionne huit ans plus tard. Pierre semble, par ailleurs, rester prévôt de Genève jusqu'en 1232 et chanoine de Lausanne jusqu'en août 1233.
Pierre semble peu attiré par la vocation religieuse et ne souhaite guère poursuivre une carrière ecclésiastique. Son frère, Guillaume, alors évêque de Valence, aurait joué un rôle dans son émancipation. L'évêque se rapproche en effet du baron Aymon II de Faucigny (v.1202-1253), qui n'a pas d'héritier mâle et dont la seconde fille, Agnès, est célibataire. Une union entre les deux familles semble possible. Le baron de Faucigny est considéré, d'ailleurs, comme un allié du comte Thomas Ier de Savoie. Aymon de Faucigny est dans sa quarantaine, et dans la mesure où il est de près de dix ans l'aîné de son futur gendre, cela permet au baron d'envisager de conserver, encore un certain temps, la gestion de sa seigneurie. L'historien Eugene L. Cox considère que ce rôle d'entremetteur de Guillaume pourrait être perçu comme un moyen pour lui d'éloigner certains dangers de la métropole de Valence.
Le comte Thomas Ier meurt en 1233 et le frère de Pierre, Amédée, lui succède. Le comte Thomas, ayant eu de nombreux fils, a préparé sa succession. Organisant la gestion et la répartition du domaine comtal ainsi que de ses possessions, il a mis en place une « politique d'inféodation d'apanages, avec hommage de chaque cadet à l'aîné ». Pierre est ainsi apanagé en Bugey. C'est dans ce contexte que Pierre quitte la cléricature pour devenir un seigneur.

### Un seigneur guerrier et diplomate (1234-1263)
Durant les trois décennies suivantes, Pierre deviendra un puissant seigneur. Son alliance par mariage avec la maison de Faucigny lui permettra de s'imposer auprès de ses frères. Le soutien actif qu'il apportera à son neveu par alliance, Henri III d'Angleterre, lui vaudra, non seulement, l'amitié du roi, mais aussi de nombreux titres, droits et terres en Angleterre, accroissant ainsi sa richesse. Dans le comté de Savoie, son prestige, mais aussi son action, tant politique que militaire, lui permettra d'augmenter ses possessions et de poursuivre, ainsi, la politique d'expansion commencée par son père en Chablais et en Pays de Vaud. Il participera, aussi, à l'affaiblissement d'un puissant voisin, le comte de Genève.

#### Alliance avec le Faucigny
Le projet d'alliance avec le Faucigny prend forme en 1234. Avec la bénédiction de son frère, l'évêque Guillaume, Pierre épouse, au château de Châtillon, Agnès, seule héritière du baron Aymon II de Faucigny,,,. Elle apporte en dot les seigneuries de Faucigny, de Beaufort et plusieurs autres terres. Le baron de Faucigny fait stipuler que, quelle que soit la progéniture issue du mariage — fille ou garçon —, l'enfant hériterait de la dot de sa mère,,. L'unique enfant du couple, Béatrice, naît dans l'année. Son grand-père veille d'ailleurs à l'avenir de la baronnie en organisant, par avance, le mariage, et, par là même,, l'héritage du Faucigny, de sa petite-fille.

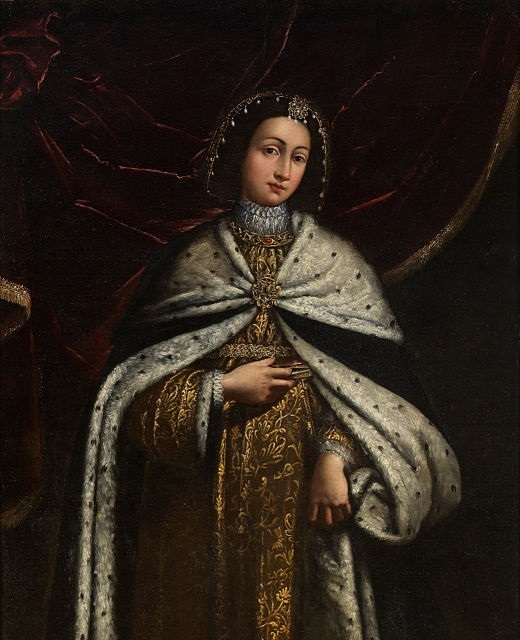
Portrait d'Agnès de Faucigny (Collection Reggia di Venaria Reale, ca. 1753).

En juin 1234, Pierre de Savoie obtient, avec le soutien de son beau-père Aymon de Faucigny, l'hommage pour le château et le fief de Gex d'Amédée II de Gex, vassal et cousin germain du comte Guillaume II de Genève, ainsi que pour les terres obtenues entre Divonne et la cluse de Gex,,,. En juillet de la même année, il participe, à Chillon, à une rencontre réunissant le nouveau comte, Amédée IV, et ses frères, afin de se répartir l'héritage de leur père,,,. Pierre s'y rend en compagnie de son beau-père. Son mariage lui confère une position importante qui lui permet d'exiger une part de l'héritage en principe dévolue au comte, à savoir le Bugey,, avec les châteaux de Lompnes, sur le plateau d'Hauteville, et de Cornillon au-dessus de Saint-Rambert-en-Bugey. Le territoire possède un péage sur le Rhône à Saint-Rambert-en-Bugey et joue un rôle stratégique sur la route entre le comté de Savoie et la ville de Lyon et, au-delà, le royaume de France, par la plaine de l'Ain. Son frère aîné, Aymon, profite, lui aussi, de l'occasion pour réclamer une part augmentée, en demandant le Val d'Aoste ainsi que l'« Ancien » et le « Nouveau Chablais »,.
En 1237, Pierre entre en guerre contre le comte de Genève, afin de soutenir son beau-père. Le conflit, latent ou direct, entre les Faucigny et les Genève perdure depuis 1205, à propos du prieuré de Chamonix, que Guillaume II de Faucigny avait placé sous sa protection, quelques années auparavant,. De plus, la plupart des acquisitions de Pierre en Bugey et en Pays de Gex, depuis 1234, encerclent et menacent le comté de Genève, qui a obtenu, à la même période, le contrôle de La Michaille,. Au cours d'une trêve, Rodolphe, fils aîné du comte Guillaume II de Genève, capture Pierre, qui a été blessé. Face à ce forfait, la maison de Genève est condamnée à payer une forte amende, 20 000 marcs d'argent, arbitrée par le comte de Savoie, Amédée IV, frère de la victime. Ne pouvant payer en 1237 qu'en donnant en gage certains biens fonciers et châteaux, la maison de Genève tombe sous le coup d'une seconde sentence, rendue en 1250, exigeant notamment la mise en gage de la seigneurie d'Arlod,. Cette seigneurie marque la frontière occidentale du comté de Genève. L'arrangement sera complété par une troisième sentence en 1260.

#### Liens avec l'Angleterre (1241-1264)
Entre 1241 et 1264, Pierre de Savoie joue un rôle diplomatique majeur entre la Savoie et l'Angleterre.

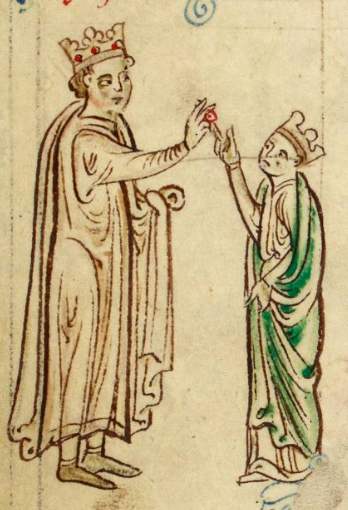
Mariage du roi d’Angleterre, Henri Plantagenêt et d'Éléonore de Provence. Historia Anglorum de Matthieu Paris, British Library, Royal 14 C VII (v.1250).

Guillaume, évêque de Valence, organise le mariage de sa nièce, Éléonore de Provence, fille du comte Raimond Bérenger IV de Provence et de sa femme Béatrice de Savoie, avec le roi d’Angleterre, Henri Plantagenêt,. Le contrat de mariage est signé en 1235 et Éléonore se rend, accompagnée de nobles, dont son oncle Pierre, en Angleterre, pour rencontrer son futur époux. Le mariage est célébré dans la cathédrale de Canterbury en janvier 1236.
Guillaume devient, pendant quelque temps, l'un des principaux conseillers du roi, tandis que son frère Boniface obtient le titre d'archevêque de Cantorbéry,.
Après la participation à la querelle de succession épiscopale de Lausanne (voir infra), Pierre se rend en Angleterre, où le roi Henri l'adoube le 5 janvier 1241, dans la cathédrale de Westminster. Il reçoit l'« honneur » ou « comté » de Richmond, le 6 mai 1241, ainsi que de nombreuses terres dans le Norfolk, le Suffolk, entre autres (voir section « Titres et possessions ») ou charges comme gouverneur des Cinq-Ports.
Pierre fait de nombreux séjours en Angleterre. Au côté de son frère Boniface, il vient en aide à son neveu par alliance, le roi Henri III d'Angleterre, qui lutte en Guyenne pour reconquérir l'héritage Plantagenêt, en 1242, étant également témoin semble-t-il, des deux défaites de Taillebourg et de Saintes. À son retour en Angleterre, le roi le charge d'accompagner l'évêque d'Hereford, Pierre d'Aigueblanche, d'origine savoyarde également, afin de négocier le second mariage de Richard de Cornouailles,. La promise est une nièce, la sœur de la reine consort Éléonore, Sancie de Provence. L'acte est signé le 17 juillet 1242, à Tarascon,.
Il apporte son soutien au roi contre la noblesse anglo-saxonne. Il intervient militairement en Écosse, en 1244, puis au Pays de Galles, en 1245, ainsi qu'en Gascogne,. En 1253, entre les mois de janvier et de mars, il se trouve dans le Hertfordshire, à Berkhamsted. Sa proximité avec son royal neveu lui permet de participer aux négociations préparant le futur traité de Paris en 1259. De nombreux chevaliers savoyards l’accompagnent dans ses expéditions, issus des différents territoires du Genevois, du Chablais, du Faucigny, de la Tarentaise, du Bugey, du Pays de Vaud, du Pays de Gex et de la vallée d’Aoste.

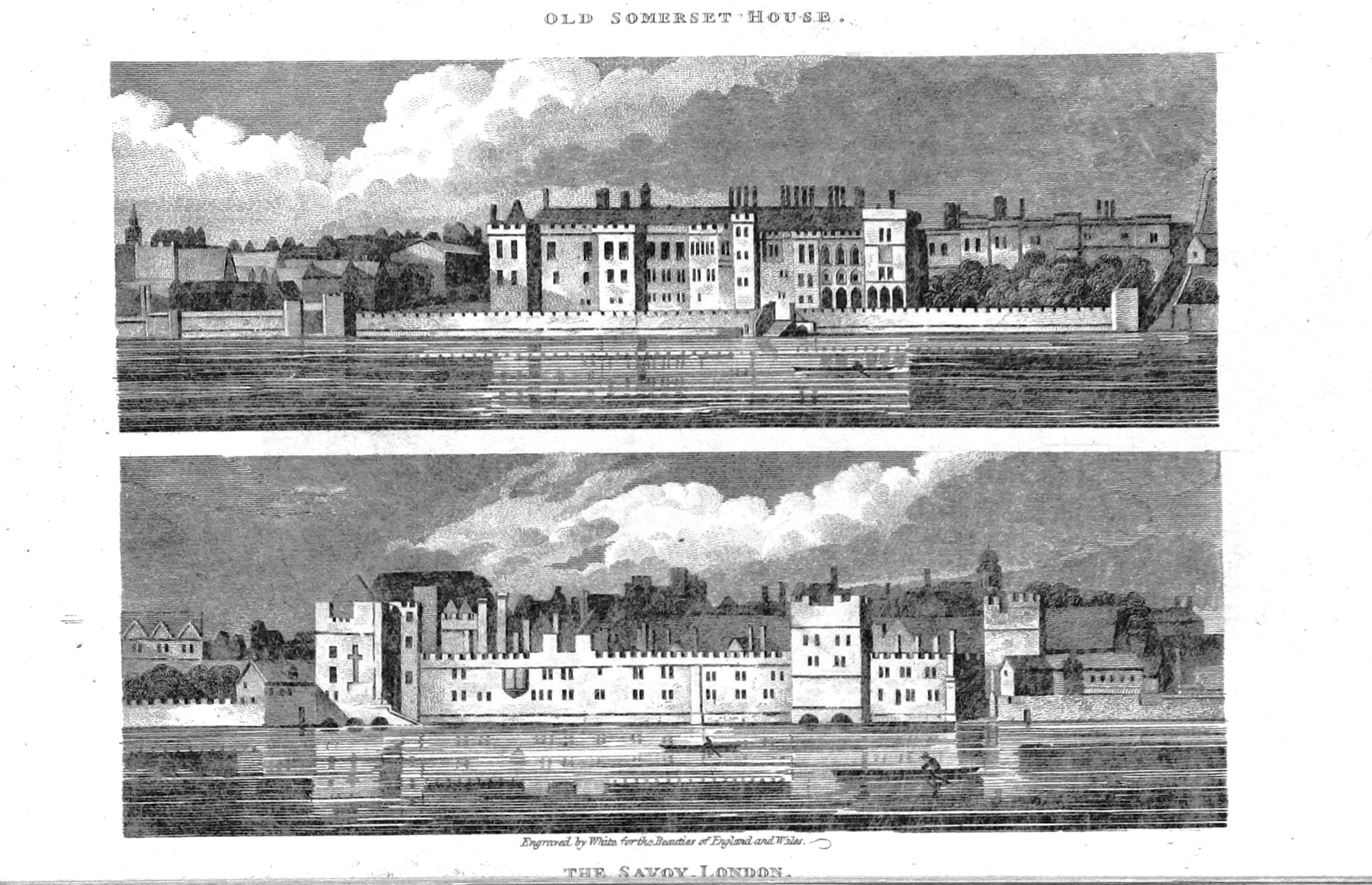
Lithographie de l’hôtel de Savoie (en bas) dans un ouvrage de 1820.

Pour le remercier, le roi d’Angleterre octroie à Pierre des sommes considérables qui lui serviront à financer ses constructions en Savoie. Le roi d’Angleterre lui fait aussi don de terrains, le 12 février 1246, sur la route de Westminster, entre le Strand et les bords de la Tamise, afin d'établir un hôtel particulier, le futur hôtel de Savoie,,,, ainsi qu'une quarantaine de maisons. Ce quartier prend le nom de Savoy. L'hôtel de Savoie sera détruit à plusieurs reprises et, en 1816, on édifiera à son emplacement le Waterloo Bridge. Plus tard, on installe le Savoy Theatre (ouvert en 1881) et, à proximité, le moderne hôtel Savoy (ouvert en 1889).
L'expérience anglaise marque Pierre de Savoie dans plusieurs domaines, notamment dans l'architecture militaire, avec l'apport des donjons ou tours rondes à plusieurs étages, ou l'organisation administrative, avec la comptabilité ou la justice. La relation entre le roi et le jeune seigneur permet à de nombreux nobles Savoyards de venir s'installer à Londres, mais aussi à Bordeaux, alors sous domination anglaise,.

#### Mise en place de la gouvernance en Pays de Vaud
Au XIIIe siècle, l'évêque de Lausanne détient le pouvoir, au nom de l'Empereur, sur une partie du pays de Vaud, mais la maison de Savoie va s'y implanter progressivement. En 1207, le roi Philippe de Souabe donne au comte Thomas, père de Pierre, le château de Moudon. Thomas transforme, non seulement, le château de Chillon obtenu en fief de l'évêque de Sion à la fin du XIIe siècle, mais fonde le bourg de Villeneuve (de Chillon) (1214). L'arrivée de la maison de Savoie redistribue le pouvoir dans l'ancien comté de Vaud. D'ailleurs, avec la domination progressive de Pierre, l'expression Patria Vuaudi — « la Patrie de Vaud » — semble se généraliser.
Pierre, par le prestige de sa naissance, par son action militaire et grâce aux richesses acquises en Angleterre, obtient le ralliement de nombreux seigneurs de Vaud. Après la démission de Boniface de Lausanne, en 1240, il avance ses pions en s'immisçant dans l'élection du nouvel évêque, dans laquelle son frère, Philippe, présente sa candidature contre celle de Jean de Cossonay. Un conflit armé oppose les deux compétiteurs. L'intervention du baron de Faucigny pour soutenir le candidat de la maison de Savoie aboutit à la prise de la ville épiscopale — ou ville haute — de Lausanne. Jean de Cossonay reçoit le soutien du comte de Genève et de la noblesse vaudoise. La ville est assiégée par les partisans des deux candidats. Pierre de Savoie arrive avec une armée de 6 000 hommes pour soutenir son beau-père, intervention qui débouche sur un énième armistice,. Quatre ans plus tard, le 29 mai, un traité entre le comte Amédée IV de Savoie et l'évêque Jean de Cossonay est signé à Évian, mettant fin au conflit.

Blason de la ville de Romont, adoptant la Croix de Savoie.

Au cours de cette période, la conquête, à partir de 1240, de villes comme Moudon, Romont, Morat, est décrite par la Chronique de Savoye du XVe siècle à la manière d'une « héroïque conquête militaire ». En réalité, l'implantation de Pierre en Pays de Vaud se fait à la fois par l'acquisition de droits seigneuriaux, par la conquête militaire pure et simple, ou encore par la saisie de gages (par exemple pour Rue et Les Clées), mais aussi par la création de villes nouvelles comme Aigle (avant 1232) ou Yverdon (vers 1260),. Pierre obtient ainsi les droits sur le château de Romont et fonde vers 1244 la ville neuve de Romont,,. Il porte, désormais, le titre de « seigneur de Moudon et de Romont ». Ces droits sont confirmés le 29 mai 1244 et le comte Amédée IV se fait investir sur Romont par l'évêque de Lausanne.
Les historiens Bernard Andenmatten et Daniel de Raemy signalent, cependant, que si le terme de « conquête » appartient au vocabulaire des chroniqueurs de la maison de Savoie, cette dernière devrait cependant être envisagée plutôt « comme une adhésion pacifique et spontanée des nobles vaudois à Pierre de Savoie ». L'érudit Jean-Joseph Hisely observe que Pierre II « s'empare de ce pays par portions détachées, en soumet les châteaux successivement l'un après l'autre, et plus par l'ascendant de son génie que par de brillants faits d'armes ». Rappelant le surnom de ce nouveau Charlemagne, il estime qu'il « ressemble à un aventurier bien plus qu'il n'a l'air d'un héros ou d'un conquérant ». En effet, au lendemain du traité d'Évian, un bon nombre de nobles vaudois rejoint le giron savoyard. Pierre reçoit ainsi le ralliement des « sires [vaudois] d'Aubonne, de Bioley-Magnoux, de Cossonay, de Saint-Martin-du Chêne, de Fruence (c'est-à-dire Châtel-Saint-Denis) et du comte de Gruyère, ». À cette liste, s'ajoutent les « seigneurs d'Estavayer, de Mex, de La Sarraz et de Belmont ». En janvier 1249, Pierre achète à Philippe de La Tour, pour 30 livres de Lausanne, ses droits sur une partie de la châtellenie de La Tour (acquise définitivement en 1252).

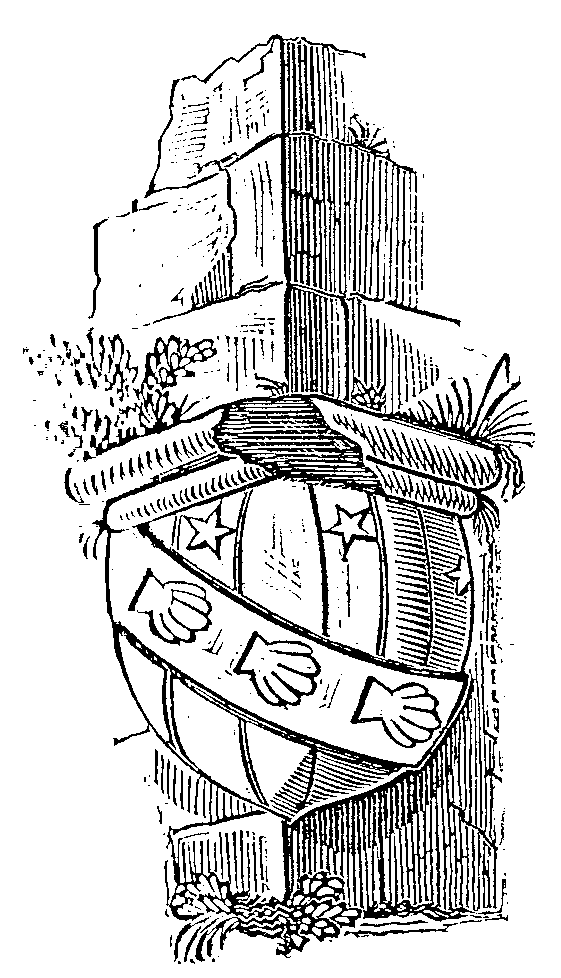
Les armes de la famille noble de Grandson qui fut au service de Pierre de Savoie.

Lors des nombreux déplacements, notamment en Angleterre, la gestion des terres de Pierre en Pays de Vaud revient à des hommes de confiance. Des châtelains sont nommés pour les petits domaines, alors que, pour les reprises de fief, les arbitrages, ou encore les hommages vassaliques, il reçoit le soutien et l'aide des frères Pierre de Grandson et Henri de Champvent, issus de la puissante famille vaudoise de Grandson,. Pierre de Grandson est mentionné comme châtelain de Moudon en 1255. Les auteurs Castelnuovo et Matteoni considèrent que plus qu'un rôle administratif en lieu et place de Pierre de Savoie, Pierre de Grandson joue plutôt un rôle qui s'apparente à celui « d'associé ». Par ailleurs, durant cette période, il réunit des clercs des comptes afin de gérer ses domaines, prémices d'une chambre des comptes. Il crée, sur les modèles anglais et français, au début des années 1260, des bailliages pour gérer son domaine propre. Hugues de Palézieux est le premier bailli mentionné pour le Pays de Vaud en 1261,, peut être même antérieur (1259). Lorsqu'il devient comte, Pierre généralise cette fonction à l'ensemble de son domaine savoyard. Les châtelains qui représentent le prince tiennent une comptabilité détaillée de leur gestion financière sur des rouleaux de parchemins, « lesquels ressemblent fort aux rolls anglais » (peut-être selon un système d'inspiration méditerranéenne).
En 1250, peut être 1249, alors que la guerre reprend contre le comte de Genève, le seul fait connu reste que Pierre prend le château de Genève, jugé par l'historien Pierre Duparc comme « un coup de maître ». Un compromis, dont son frère Philippe de Savoie est l'arbitre, semble avoir été signé. Pierre reçoit en gage « et le pouvoir de disposer des châteaux de Genève, des Clées, de Ballaison, des fiefs de Rue et de Langin, et généralement de tous les biens possédés par le comte de Genève depuis l'Arve jusqu'à la Dranse et de la Cluse de Gex jusqu'au pont de Bargen sur l'Aar, à l'exception du fief du sire de Faucigny, du château de Charousse et des possessions comtales à Lausane et aux environs. ». À la même période, les familles de la vallée de la Broye, Pays de Vaud et de Fribourg, s'allient à Pierre,.

#### L'accroissement de son domaine: Chablais, Faucigny et Valais
À la mort de son frère Aymon, probablement à la fin de l'année 1237 ou l'année suivante, les terres du Chablais reviennent au domaine comtal puisqu'Aymon n'était pas marié,. Pierre hérite de certains droits et terres de son frère.
En Faucigny, en 1241, après quelques tractations du baron de Faucigny, la fille unique de Pierre et d'Agnès, Béatrice de Faucigny, alors qu'elle n'est âgée que de sept ans, est promise à Guigues VII (1225–1269), dauphin de Viennois,. Le contrat prévoit « que si [le baron] et si Pierre de Savoie meurent sans postérité mâle, ils feront le dit Guigues héritier de la terre de Faucigny ». L'acte officiel de l'union ne semble promulgué qu'en 1261. Le baron Aymon II de Faucigny lègue le 20 août 1251 l'ensemble de ses droits à sa fille Agnès et son époux Pierre de Savoie, au détriment de son autre fille, Béatrice, mariée à Étienne II de Thoire et Villars, qui n'a obtenu que sa dot,,.

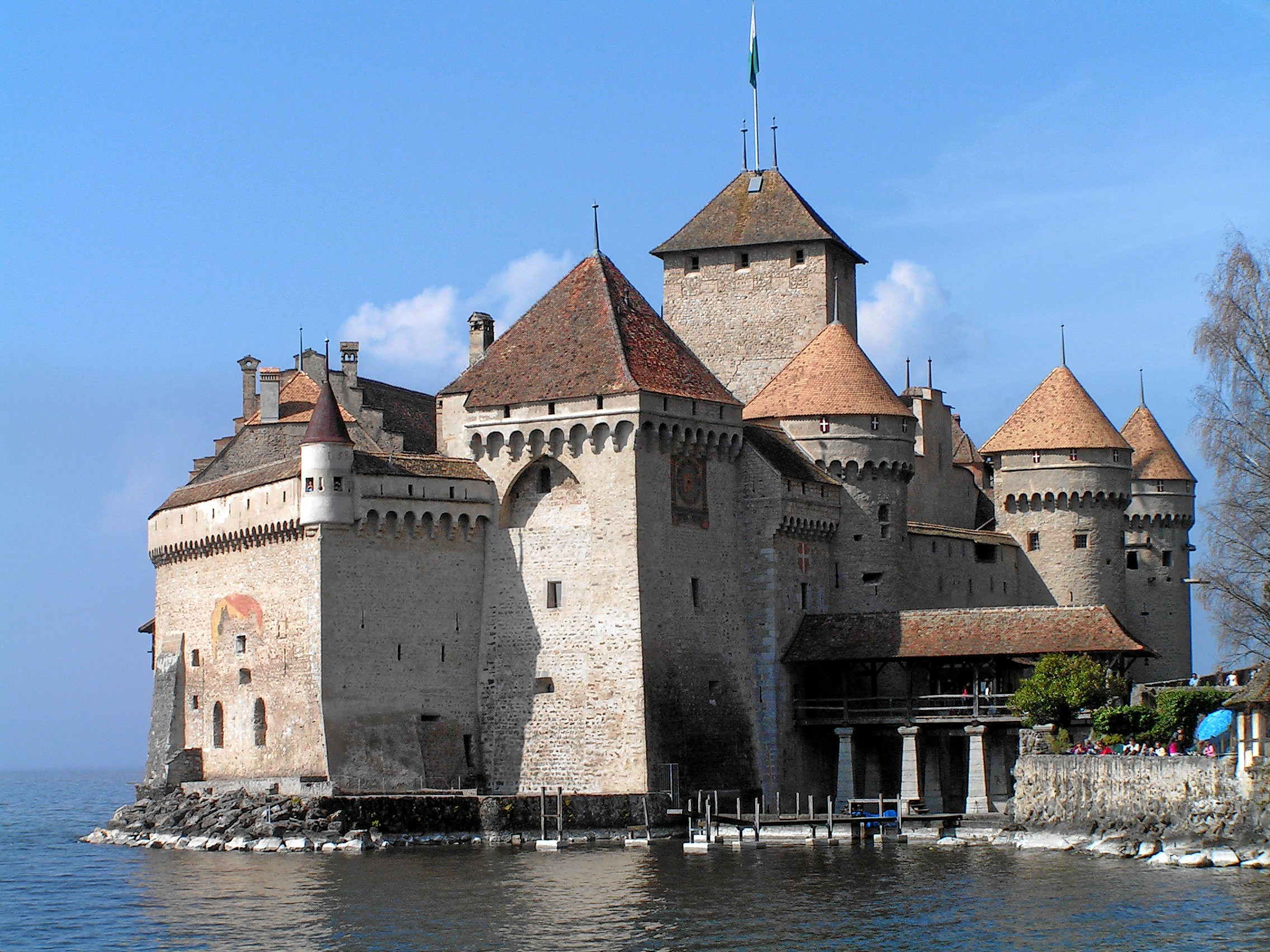
Le château de Chillon vu de l'est.

En Valais, les possessions des Humbertiens sont imbriquées avec celles de l'évêque de Sion. Les tensions et conflits sont nombreux. L'évêque, Henri de Rarogne, cherche le soutien auprès de Berne en 1252, plaçant ainsi le comté dans un réseau d'alliances régionales relativement lâches et incohérentes, réseau appelé « confédération bourguignonne » par les historiens suisses. Lorsque son frère, le comte d'Amédée IV meurt en 1253, un arbitrage est mis en place pour sa succession par les archevêques de Vienne et de Tarentaise ainsi que de l'évêque de Maurienne et de Belley. Il est rendu le 16 février 1255. C'est à cette occasion que Pierre hérite des terres de son père en Chablais, depuis le Monjoux jusqu’à Vinay, et en Bas-Valais avec les châteaux de Chillon, de Saillon et de Conthey,. Il domine désormais toute la rive nord du Léman et s'installe au château de Chillon. Cette place forte revêt depuis presque un siècle un intérêt stratégique pour la maison de Savoie dans sa politique d'expansion en pays romand. Lorsqu'il sera fait comte, il fera encore mieux fortifier et aménager le rocher pour en faire une tête de pont pour la partie nord du comté de Savoie.
En 1255, Pierre protège les villes de Berne et de Morat. Dans le cadre de ses expéditions dans les territoires sous domination anglaise, il participe au siège de places fortes comme La Réole et Benauge (Aquitaine), en 1257, ce qui lui permet de s’initier aux derniers perfectionnements de l’architecture militaire. Il obtient, trois ans plus tard, la moitié de la juridiction temporelle sur la ville de Lausanne.
Peu à peu, Pierre devient le protecteur de nombreuses localités, abbayes et châteaux. Les Chroniques de Savoie, rédigées sous le règne d'Amédée VIII de Savoie, relatent qu'en 1250, l'abbé Rodolphe de Saint-Maurice d'Agaune aurait donné à Pierre l'anneau de saint Maurice,. L'insigne hérité des derniers rois de Bourgogne par l'intermédiaire de l'Empereur aurait ainsi conféré aux comtes de Savoie le « pouvoir par la translation de l'anneau ». En réalité, c'est probablement à Pierre Ier de Savoie que l'Empereur a donné cet anneau, hérité des derniers rois de Bourgogne, vers 1076,.

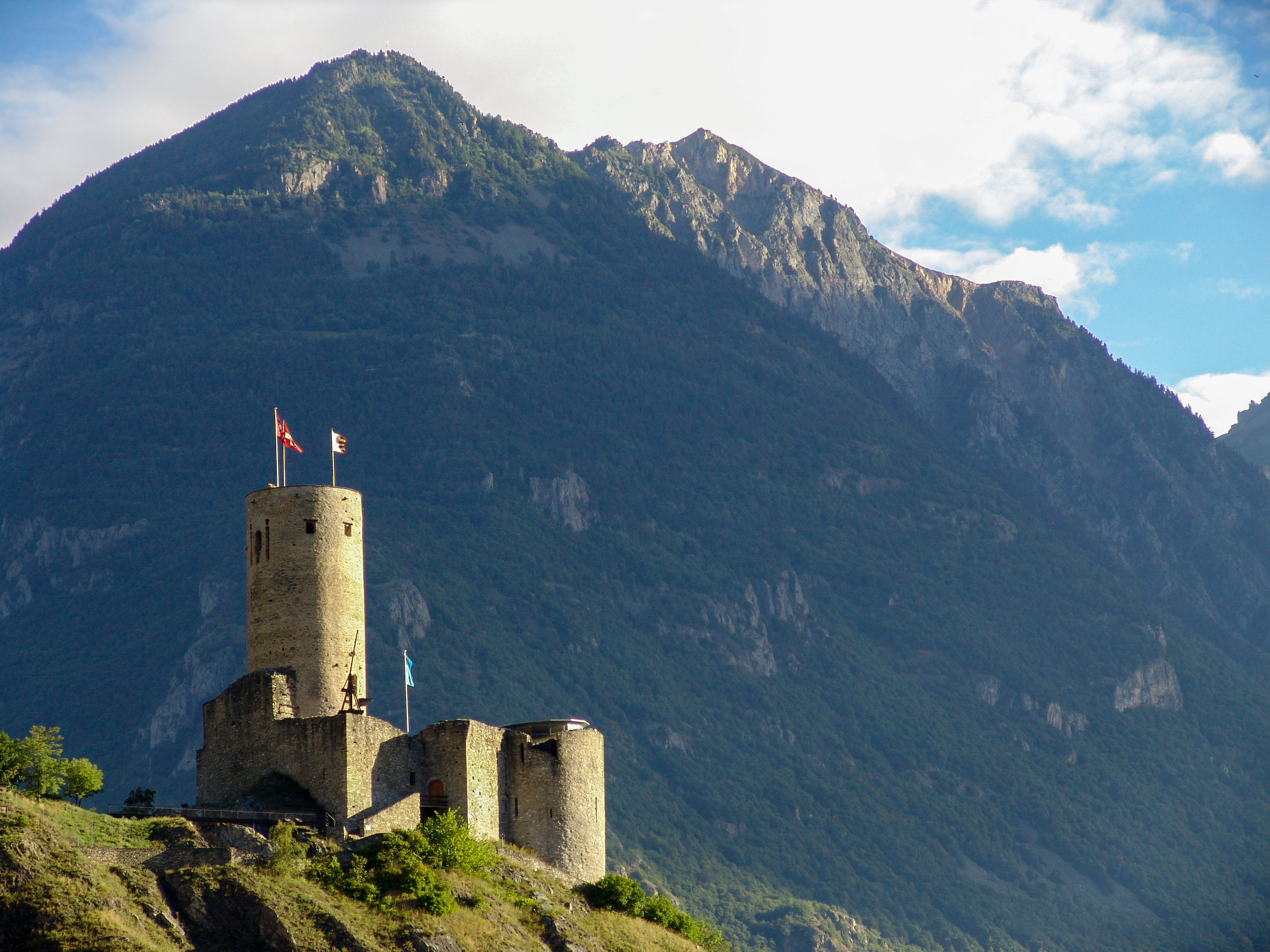
Le château de la Bâtiaz, résidence épiscopale de l'évêque de Sion, prise par Pierre de Savoie. Ce dernier ordonne la construction de la grande tour circulaire vers 1260.

Au printemps 1260, Pierre entre en Valais avec son armée. Successivement les châteaux de La Bâtiaz (résidence épiscopale de Martigny qui contrôle l'axe vers le col du Grand-Saint-Bernard), puis du Crest à Ardon et de la Soie à Savièse sont pris par les Savoyards. En position de faiblesse, l'évêque doit signer un traité de paix à l'automne et reconnaître la Morge de Conthey comme limite entre sa juridiction en Valais et le Chablais savoyard,. Pierre contrôle ainsi les terres de l'évêché en deçà de la limite. L'évêque Henri n'en supporte guère les conséquences, notamment la présence savoyarde au château de Montorge, près de Sion et en appelle à une décision du pape, Urbain IV. Pierre se fait représenter par l'archevêque de Tarentaise. L'évêque de Sion profite de l'absence de Pierre, parti en Angleterre en 1263, pour prendre Montorge.

### Comte de Savoie (1263-1268)
En 1263, Pierre devient Comte de Savoie, le douzième Humbertien selon la tradition à porter le titre. Âgé de soixante ans lors de son accession au trône, il ne gouverne que cinq années, au cours desquelles il transforme la gestion du domaine comtal en appliquant des méthodes inspirées de son expérience en pays de Vaud et de ses observations en Angleterre. Il semble que les dernières recherches historiques démontrent aussi une influence méditerranéenne (italienne ou catalane).

#### L'accession au trône et l'affirmation de son pouvoir

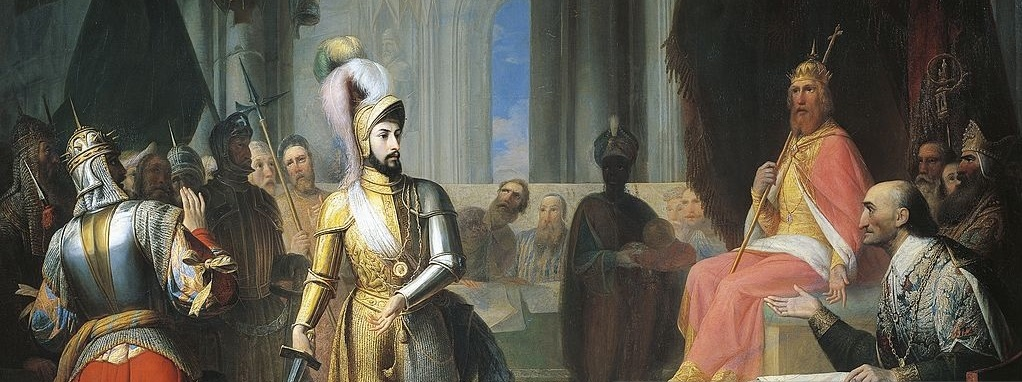
Angelo Verolengo, Pierre II de Savoie investi du vicariat général par l'Empereur Richard en 1263 (détail, 1850).

Son neveu Boniface, à peine âgé de dix-huit ans et seul fils de son frère aîné Amédée IV, est mort au début du mois de juin 1263, lors d'un assaut contre la ville de Turin,,. Bien que ce dernier eut des sœurs, et que Thomas, son frère aîné déjà décédé, eut des fils, la coutume savoyarde le fait hériter en tant que plus proche parent, la loi de primogéniture au second degré n'étant pas encore établie en Savoie, sous le nom de Pierre II. Il reçoit l'hommage des grands feudataires du comté les 11 et 12 juin, le 16 juin Nantelme de Miolans, pour sa seigneurie de Miolans et la vicomté d'Aiguebelle (Maurienne), le 19 août Raoul de Genève pour les châteaux et possessions dans le domaine personnel du comte,.
A cette époque, les comtes de Savoie ne possèdent pas, à proprement parler, de centre du pouvoir. Ils circulent beaucoup sur l'ensemble du comté et de leurs possessions. Le comte Pierre inaugure une nouvelle tradition avec l'établissement d'une résidence principale au château de Chillon.
Son tout premier acte est de convoquer ses barons et de former une armée capable de combattre contre les forces qui avaient vaincu son neveu, Boniface. Il passe les Alpes, assiège Turin, défait les Montferrains et les Astésans et châtie les révoltés piémontais qui avaient tué son neveu. Cette brève campagne lui vaut les hommages de nombreux petits fiefs.
En Valais, l'évêque de Sion profite de ce que Pierre se rend auprès de sa nièce, la reine d'Angleterre, pour intervenir dans la partie du Valais occupée par les Savoyards. Pierre ne pouvant être présent, demande à son Conseil, notamment à maître Arnaud, de renforcer les défenses de ses différents châteaux. Les troupes épiscopales tentent l'incursion en début de l'hiver.
À son retour, il se lance dans une autre guerre que lui a déclarée Hartmann V, dit le jeune, de la maison de Kybourg. Les troupes savoyardes le font prisonnier, avec de nombreux autres comtes, à Chillon. Pierre II en profite pour conquérir de nouvelles terres dans la partie nord du pays de Vaud, jusqu'en Suisse alémanique. Le comte Hartmann V meurt peu de temps après, en septembre. Le 17 octobre 1263, Richard de Cornouailles, son neveu par alliance, qui a été fait Empereur en 1257, permet à Pierre II d'obtenir l'héritage du comte Hartmann le Jeune et du rectorat de la Bourgogne Transjurane et l'investit du titre de « Vicaire impérial perpétuel » en 1263,. Ce titre lui permet d'obtenir une supériorité sur l'ensemble de la noblesse savoyarde. La légende raconte que le jour où il rendit hommage, interrogé par le protonotaire impérial — titre porté par le premier notaire de la chancellerie — sur ses titres, il aurait répondu « Mes titres sont mon épée »,,.
Le comte Hartmann IV, dit le Vieux, s'oppose à ce règlement de l'héritage. À sa mort en 1264, son neveu, Rodolphe de Habsbourg, héritant des droits de la maison de Kybourg, entre dans cette querelle de succession et s'engage dans la lutte contre le comte de Savoie. Au cours de la même année, le comte Pierre a dû intervenir en Angleterre en compagnie d'une troupe de 72 de ses vassaux et d'une armée d'environ 500 hommes, dont des arbalétriers.
En 1266 et 1267, il assiège Fribourg sans succès, mais s'empare de Gümmenen, Laupen et Grasbourg, ce qui oblige Rodolphe de Habsbourg à se retirer.

#### La nouvelle organisation du comté de Savoie

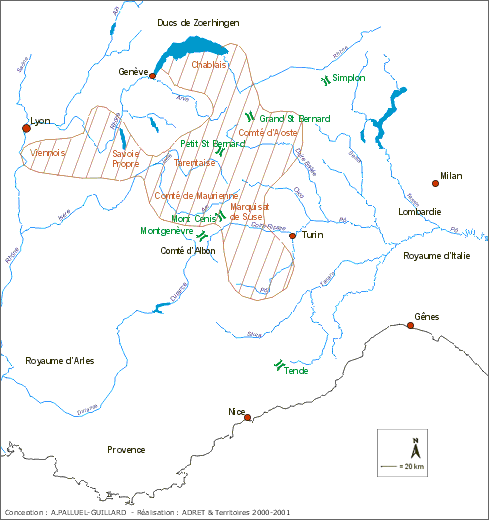
La Savoie aux.

Fort de ses expériences à Lausanne, de ses observations en Angleterre et de la gestion de son domaine personnel, le nouveau comte de Savoie modernise, en partie, la gestion de son comté.

##### L'administration du comté: le Conseil comtal
Les comtes de Maurienne puis de Savoie ont toujours réuni autour d'eux de nombreux conseillers, issus généralement de la noblesse, et, dans une moindre mesure, d' ecclésiastiques issus du même sérail. Leur rôle est d'aider le comte dans la gestion de son domaine, notamment dans les affaires féodales, la haute justice, les finances ainsi que la politique, tant intérieure qu'extérieure, du comté. Ils peuvent, également, avoir un rôle lors des décisions de mariage ou remplacer le comte lors de son absence.

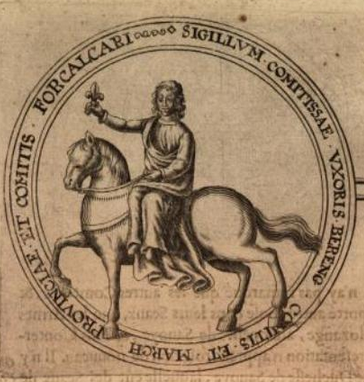
Dessin de la comtesse de Provence, Béatrice de Savoie. Reproduction de son sceau, vers 1660.

Ainsi, lors du déplacement de Pierre pour soutenir à nouveau Henri III d'Angleterre en 1264, le Conseil prend la relève. Il est composé de huit personnalités du comté : l'archevêque-comte de Tarentaise, Rodolphe Grossi, Béatrix (Béatrice) de Savoie (sa sœur et épouse du comte de Provence, Raymond V Bérenger), le clerc de la comtesse de Provence, qui devient également son homme de confiance, maître Arnaud , le bailli de Savoie, Joffrey d'Amaisin (Jofred d'Amaysin), Gautier de Seyssel, le bailli de Genevois-Chablais, Humbert Mareschal, ainsi qu'un juge dont on ignore le nom. La comtesse Agnès de Faucigny joue également un rôle.
Pour sa gestion des affaires courantes, le comte Pierre fait appel à des clercs de modeste extraction. Outre le chanoine Arnaud, on trouve Thomas de Rossillon et Simon de Verthier (Verter, Verz, Vercey, ou Vercers ou Vercei), d'origine vaudoise, curé de Fillinges en Faucigny et chanoine de Genève, chargés des finances du comté. Suivent, plus tard, Vincent de Pierre-Châtel, chargé de l'ordonnancement des dépenses de l'hôtel, Pierre de Solier, Dom Pierre, ou encore Hugues Botier, Guillaume de Palezieu, maître Ponce, Durand du Fayard. Le dominicain Aymon de Cruseilles (parfois mentionné sous le nom Aymon de Menthonay), prieur du couvent de Lausanne, est chargé du lien avec les ecclésiastiques du comté.

##### L'organisation du comté: bailliages et châtellenies
Jusqu'à Pierre de Savoie, le comté est subdivisé en châtellenies qui, à partir de l'avènement du nouveau comte, sont rassemblées dans des bailliages. Son père, le comte Thomas, a déjà mis en place une nouvelle organisation dans son comté, avec des châtelains qui ne sont que des officiers du comte installés dans un château en son nom. Ils avaient un rôle militaire, de justice, d'exacteurs de compte, mais en 1263, la justice civile leur est retirée. Ils sont au service du comte, payés par son administration et, de fait, révocables. Ils sont, généralement, choisis parmi les cadets des grandes familles ou d'extraction plus modeste, pour garantir une meilleure gestion, et « toujours de confiance absolue, actifs et capables ». Installés dans des châteaux à l'enjeu stratégique pour le territoire comtal, ils administrent, tiennent les comptes (voir section suivante) et tiennent un rôle militaire majeur,. Les châtellenies sont protégées par un réseau de maisons fortes. Leur gestion financière est contrôlée par des agents itinérants.
Afin de contrôler au mieux sa principauté, Pierre II s'appuie sur deux officiers territoriaux qui prennent une toute nouvelle importance, le bailli et le juge-mage. Avant son accession au trône, il a expérimenté cette nouvelle organisation pour la gestion de ses domaines personnels du Bugey, où il a placé un châtelain dans le château de Cornillon sur Saint-Rambert dès 1234, ainsi qu'à Moudon (après 1237) en pays de Vaud et Chillon en Chablais,. Ce bailli, dont la première mention attestée apparaît dans un acte du 8 octobre 1251, d'inspiration anglaise, est placé au-dessus des châtelains de cette région,, ; il possède principalement un pouvoir militaire, mais aussi d'administrateur civil, en l'absence du comte.
Pierre II généralise, dans le domaine comtal, les comptes de châtellenies expérimentés en Chablais et Vaud, ainsi que dans ses domaines du Faucigny. Les premières expériences avec le recours à des clercs des comptes remontent ainsi aux années 1240 à 1255. Il « exige de ses châtelains des comptes établis sur des rouleaux ». Par exemple, les comptes de châtellenies de Chillon, de Conthey et de Saillon, situées en Chablais, sont mis en place avant son accession au trône. Parmi les plus anciens parchemins conservés, on trouve ceux de Fallavier (Viennois savoyard) qui remontent à 1246-1247. Ceux pour ses terres en Chablais et Vaud datent de 1257-1258. En mettant en place ce système, c'est l'embryon d'une centralisation du pouvoir, et donc du contrôle, qui est mis en place. Le château de Chillon était devenu le centre de gestion de ses terres, en accueillant le Trésor et les archives.
Enfin, l'administration comtale se développe avec la mise en place d'une « Chambre des comptes ambulatoire comptant sept auditeurs des comptes », avec le même nombre de clercs comtaux,. Le receveur des comptes, à l'origine des rouleaux, est donc distingué de l'auditeur, qui effectue la vérification de ces comptes. Ces derniers se rendent conjointement, à cheval, dans les centres des bailliages,. Son frère, Philippe, n'a pas poursuivi l'expérience, il faut attendre l'arrivée d'Amédée V pour que la Chambre des comptes soit fixée à Chambéry.
On observe, également, le développement des paiements en deniers. Durant son règne, Pierre II renforce leur poids, le faisant passer à 1,43 g..

##### La loi et la justice comtales
Avec le comte Pierre, apparaît un début de normalisation de la justice. La justice féodale en Savoie est aux mains des seigneurs locaux. Elle mêlait des principes de droit romain à des coutumes germaniques et locales. Pierre II opère une normalisation des règles avec l'installation d'un juge professionnel par bailliage. L'installation se fait progressivement dans les États de Savoie, tout d'abord vers 1262-63 en Savoie Propre, l'année suivante en Genevois et en Chablais, puis par ses successeurs en 1270 pour le Viennois savoyard, le Piémont et le Bugey.
La justice s'effectue dans le cadre territorial d'une judicature, correspondant peu ou prou aux bailliages,, rendue par le juge-mage, . Les différentes nominations permettent de définir les bailliages suivants : Pays de Vaud, Savoie, Genevois-Chablais, Faucigny, Aoste et Bugey.
Pierre poursuit également une pratique héritée des Carolingiens et qui a perduré sous le règne des Humbertiens, celle du plaid — une assemblée générale qui porte, au siècle suivant, le nom d'audiences générales — où se prennent des décisions dans de nombreux domaines. Le comte Pierre, assisté de juristes, participe à ces réunions qui se déroulent dans des lieux différents du domaine. Il existe aussi des plaids au niveau inférieur qui se tiennent « deux à trois fois par an [...] soit dans l'église, soit sous les halles ».
Sur le plan législatif, le règne de Pierre II est marqué par des innovations. Elles se retrouvent dans des « Statuts » (contenant cinq articles), qualifiés de première codification générale de la législation savoyarde (codes de droit public et privé), édictés de 1263 à 1268,. Le comte fait mettre par écrit le droit romain et le droit coutumier. Ils s'articulent en quatre parties : le régime de la propriété et des biens, le droit criminel — les sentences peuvent être très sévères ainsi pour un crime crapuleux, la punition est la décapitation pour un noble et la pendaison pour les autres —, le droit civil et la pratique du notariat qui se généralise pour l'enregistrement, la conservation des contrats et la garantie de leur authenticité. La justice comtale s'applique prioritairement sur la justice seigneuriale. Les juridictions comtales s'appliquent pour les affaires sur les grandes voies de communication ou les affaires ecclésiastiques. Pour les autres affaires, les agents comtaux n'ont pas à interférer, mais peuvent recevoir les plaintes.

##### Villes neuves et chartes de franchises municipales
Pierre de Savoie est à l'origine de la construction de plusieurs bourgs avec un château. Vers 1257, édification du bourg de Versoix, sur la rive du Léman. Quelques années plus tard, entre 1259 et 1260, c'est au tour d'Yverdon, sur le lac de Neuchâtel, puis deux ans plus tard la future Bonneville, en Faucigny.
Avec les croisades, qui ouvrent de nouveaux marchés à partir de 1150, l'économie de l'Europe se réanime. Cela se traduit par une intensification des trafics routiers à travers les Alpes du Nord. Les villes, lieux de production et d'échanges de biens, sont en plein essor. Leurs bourgeois veulent se libérer des contraintes féodales et les seigneurs ont tout à gagner des villes dont le dynamisme augmente les populations et la richesse des domaines du seigneur. Ils leur accordent, pour certaines, un ensemble de droits et de privilèges.
Pierre II accorde des chartes de franchises, tout d'abord dans ses possessions personnelles, puis lorsqu'il devient comte, en 1263, dans différents bourgs du domaine comtal : Payerne (Vaud 1240), Saint-Julien-de-Maurienne (Maurienne, 1264), Évian (Chablais, 1265), Thonon (Chablais, 1265), et Moudon (Vaud, 1267) dont la charte a servi de modèle pour plusieurs autres bourgs du pays de Vaud, comme Grandcour (Vaud, avant 1268).

#### PierreIIet l'architecture militaire
Au cours de la seconde partie du XIIIe siècle, les ingénieurs du comté de Savoie semblent abandonner le classique donjon roman quadrangulaire perché sur une butte ou un rocher à pic, en pierre de taille, entourée d'une ou plusieurs courtines et murs d'enceintes épousant les formes du terrain et adopte les donjons circulaires ou tours rondes, comme en Angleterre ou en France. Si l'on peut supposer que les maîtres savoyards ont pu s'inspirer des édifications du Lyonnais où ils sont présents, il semble que ce soit le contact régulier en terres anglaises qui soit à l'origine de cette influence. Intéressé par l'architecture, Pierre semble vouloir faire adopter le plan des châteaux qu'il a pu observer lors de ces différentes campagnes auprès du roi Henri III d'Angleterre,, en Guyenne anglaise ou encore en Normandie, où ceux-ci sont constitués d'une ou plusieurs tours circulaires aux murs très épais, sans angle mort,, mises en position de façade, coiffées d'un toit conique, accessibles par pont-levis, comme celui du Louvre et celui de Coucy-le-Château. Les possessions se couvrent ainsi de châteaux dits savoyards, c'est-à-dire de forme rectangulaire avec quatre tours rondes aux angles, appelée le « carré savoyard »,. La construction est exécutée, principalement, par une main d'œuvre locale qui reçoit de bons salaires et des avantages en nature, comme des vêtements de travail.

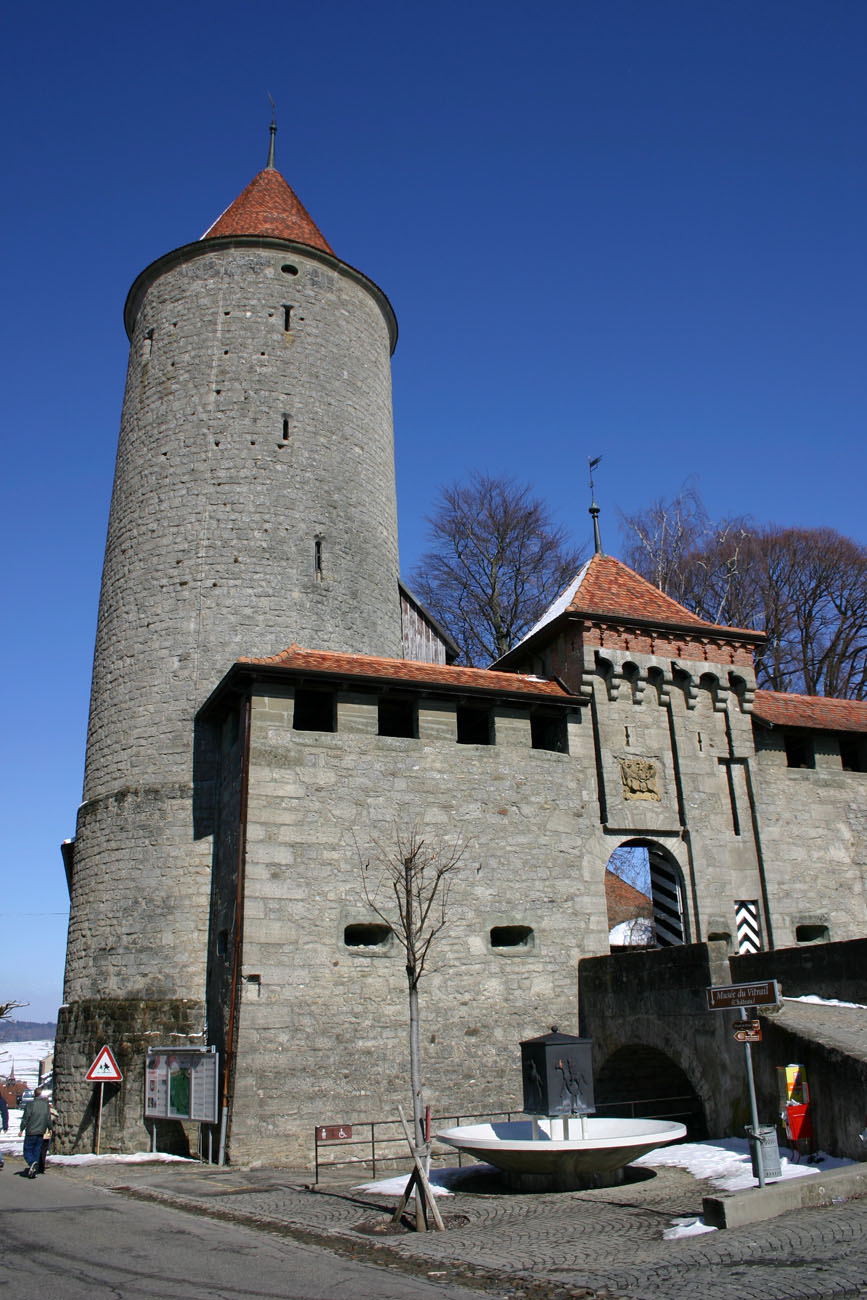
Le château de Romont où intervient Pierre Meinier (Romont).
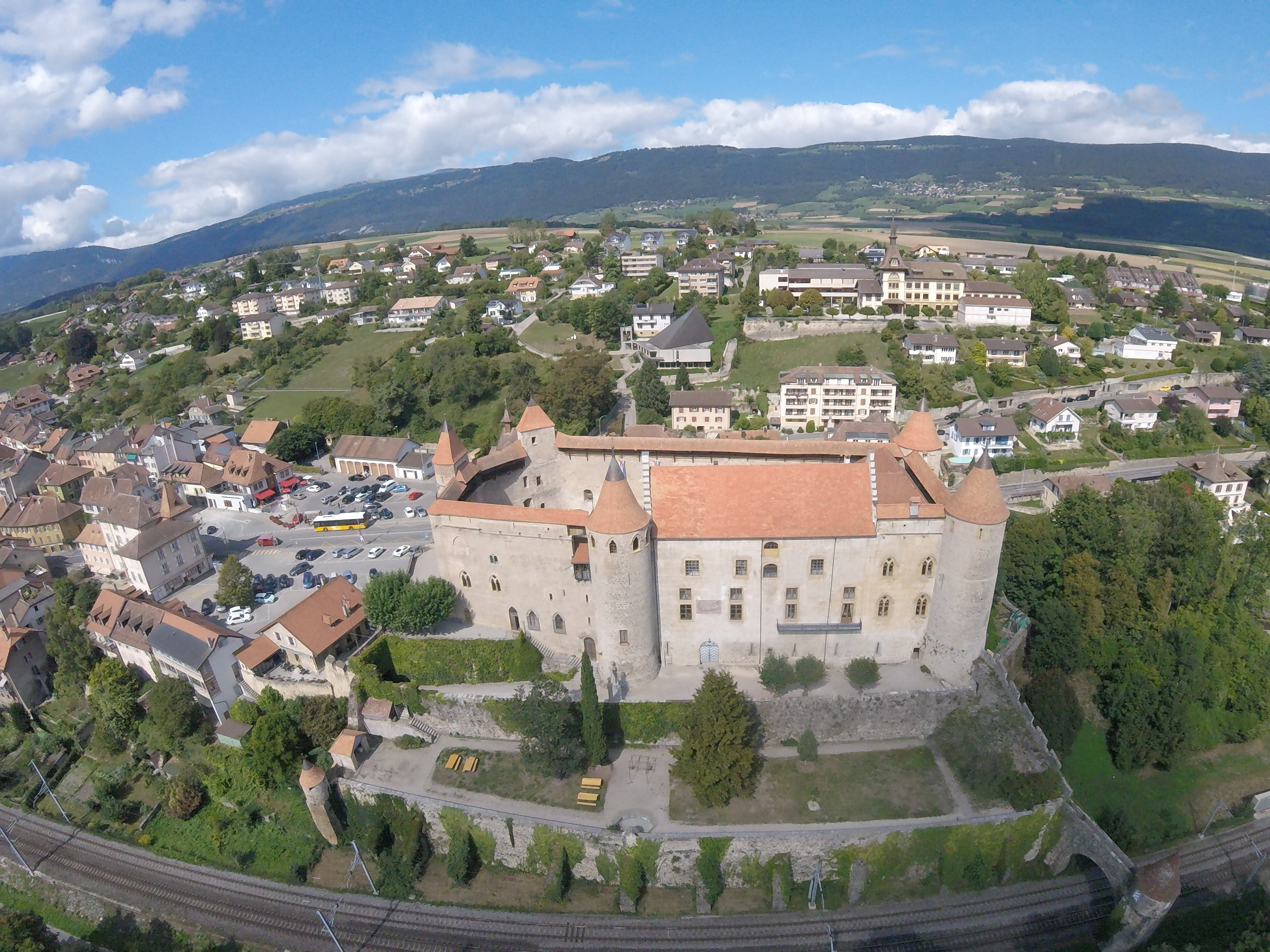
Le château de Grandson (Grandson, Vaud), bien que remanié au XIVe siècle à la suite d'un incendie.
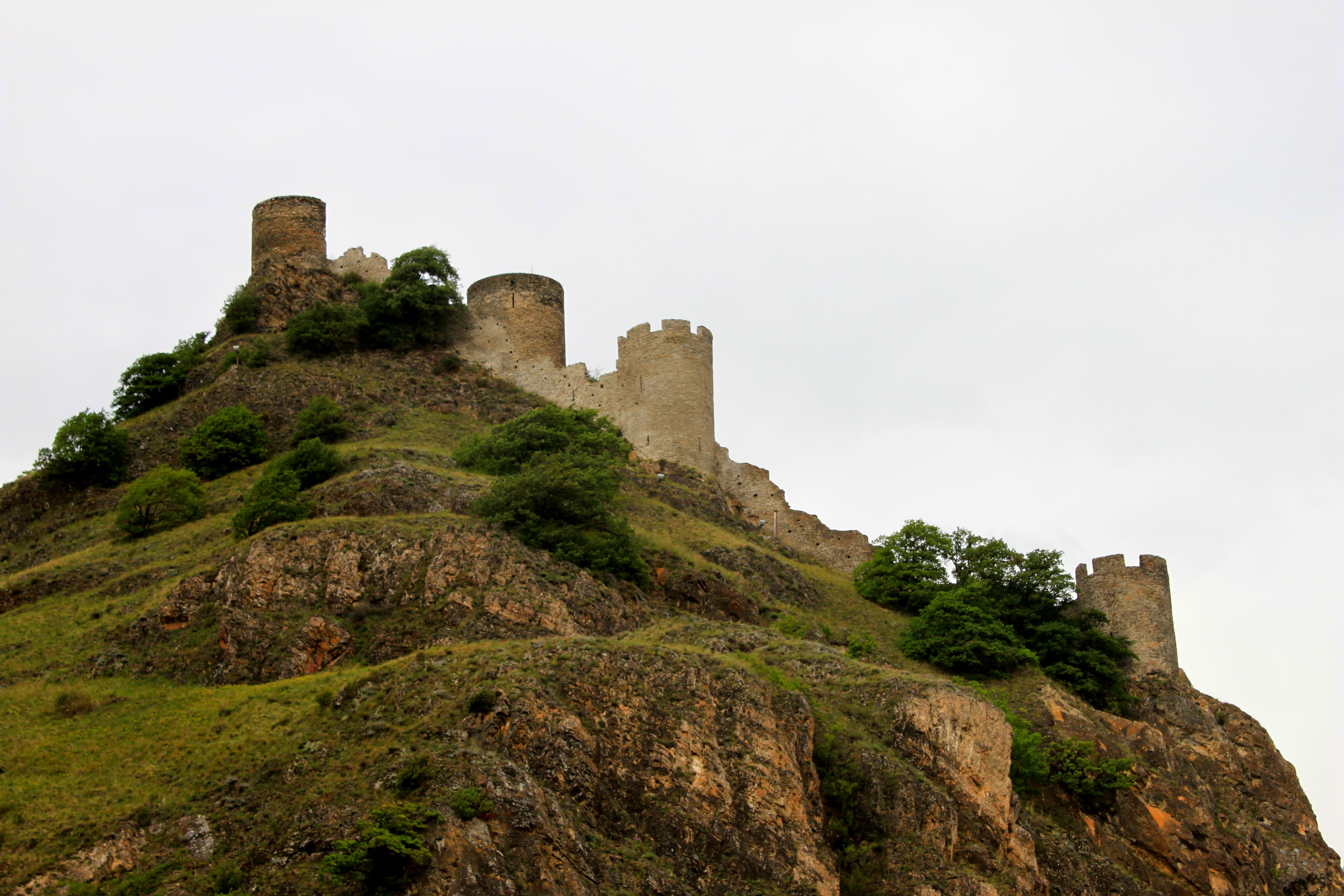
Tour Bayar (Baillard) érigée entre 1261 et 1262 par Pierre Meinier (Saillon, Valais).
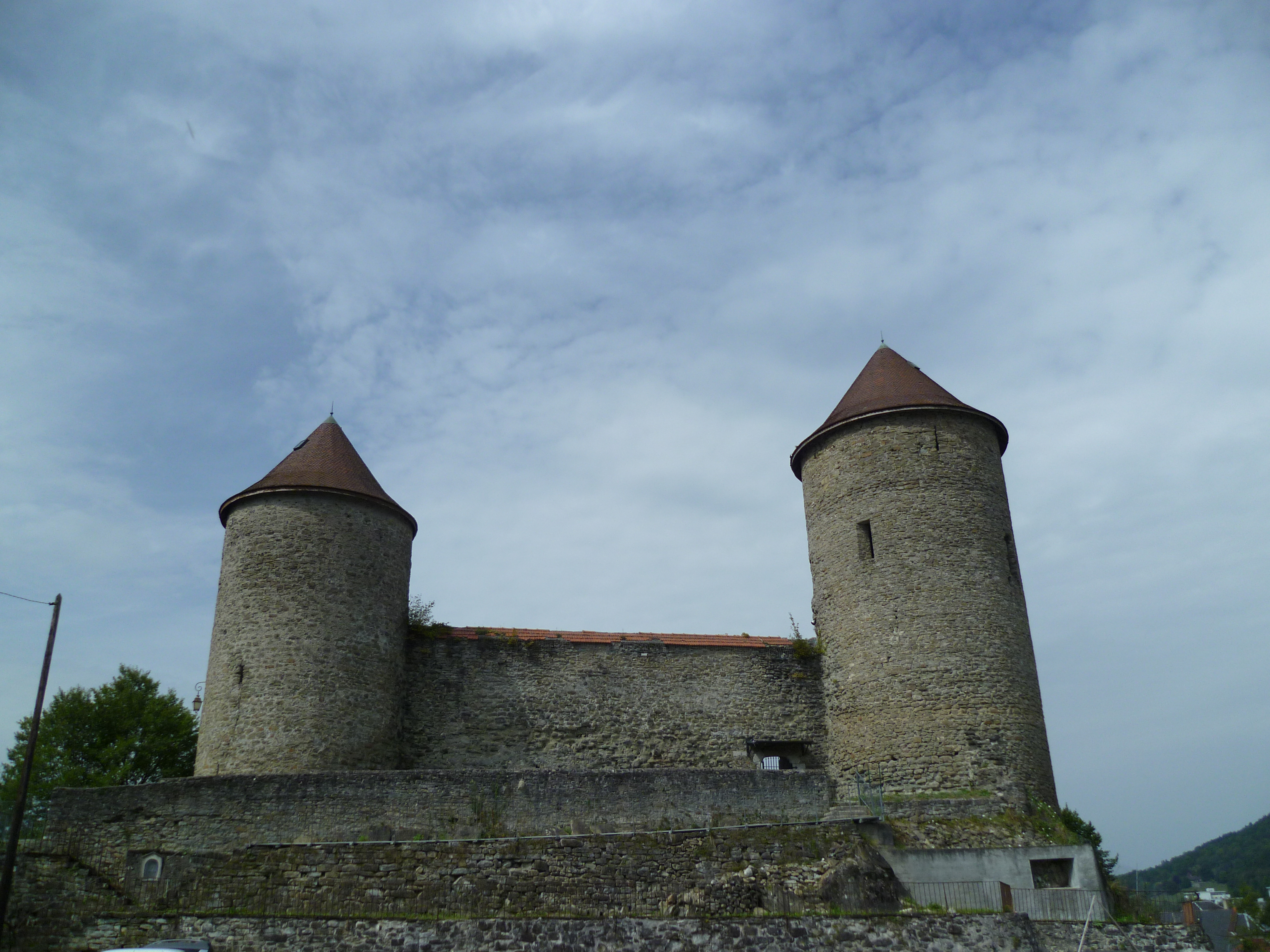
Château de Bonneville (Faucigny).
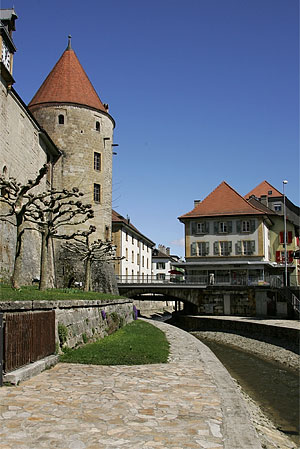
Le château d'Yverdon construit entre 1258 et 1265 par Jacques de Saint-Georges[130] et Pierre Meinier.

C'est, en tout, une trentaine de châteaux qui sont construits sous sa direction et ses maîtres ingénieurs, lorsqu'il fut seigneur, puis comte, dans l'ensemble des territoires du comté de Savoie. Les spécialistes considèrent « souvent l'adoption de ce plan et la multiplication des tours circulaires à un programme architectural princier ». Toutefois, comme le souligne le médiéviste Alain Kersuzan, les constructions sur ce modèle sont nombreuses, mais elles restent limitées au règne de Pierre II (1258-1268) et sont concentrées principalement en pays de Vaud et en Chablais. Si le comte loue les services du Magister ingeniorum du roi d'Angleterre, Jehan de Mesoz (Jean de Maysoz, Mesot) originaire des Landes, des Savoyards, qui ont pu le suivre au cours de ses déplacements, interviennent également, comme Pierre Meynier « custos operum domini », qui dirige les travaux en Valais (Conthey, Saillon, Brignon, Martigny) et en pays de Vaud (Chillon, Yverdon, Romont), et où intervient aussi maître Jacques de Saint-Georges. Ce dernier travaille, ensuite, au Pays de Galles, tout comme Jehan de Mesoz, où il édifie notamment les châteaux forts et enceintes du roi Édouard Ier dans l'ancienne principauté de Gwynedd,,.
De récents travaux de Daniel de Raemy et la dendrochronologie tendent à démontrer que « l'apparition de ce type de tour dans la région n'est pas forcément attribuable directement à l'arrivée de Pierre de Savoie. Elle n'est pas une innovation régionale spécifiquement savoyarde... ».

#### Le comte et les Juifs
Pierre II se montre généreux envers les Juifs, poursuivant là une politique des comtes de Savoie mise en œuvre dès le XIIe siècle et ce jusqu'au XVe siècle, même si la première mention de leur présence sur les terres comtales remonte à 1254. Ils proviennent du Dauphiné ou de la France voisine, qui les expulsent régulièrement, mais aussi parce que les comtes restent bienveillants, notamment en n'appliquant pas l'une des décisions du Quatrième concile du Latran imposant le port d'un vêtement spécifique aux Juifs et Sarrasins. Les communautés s'installent et font du commerce dans les principaux bourgs de la Bresse, de l’Avant-Pays, ainsi que sur les rives du Léman,. Des quartiers spéciaux, les « juiveries », se développent alors à Montmélian, Chambéry, Genève et Thonon. Leur présence s'étoffe, ensuite, avec l'arrivée d'autres Juifs venus du Piémont et de toute l'Italie du Nord.
En 1247, une importante affaire de crimes rituels avait entraîné la condamnation de plusieurs juifs à périr sur le bûcher à Valréas. L'archevêque de Vienne ordonne le bannissement de tous les rabbins et israélites du territoire de sa juridiction. Vers la fin de la même année, une délégation de neuf juifs rencontrent Pierre II à Saint-Genix-sur-Guiers et signent avec lui, devant notaire, un contrat d'hommes-liges, moyennant le paiement de 500 pièces d'or et d'une redevance annuelle. Ce système reposant sur une fiscalité spécifique préfigure le crédit du prince qui sera mis en place par ses successeurs au siècle suivant.

### Fin de règne et succession

#### Les derniers jours

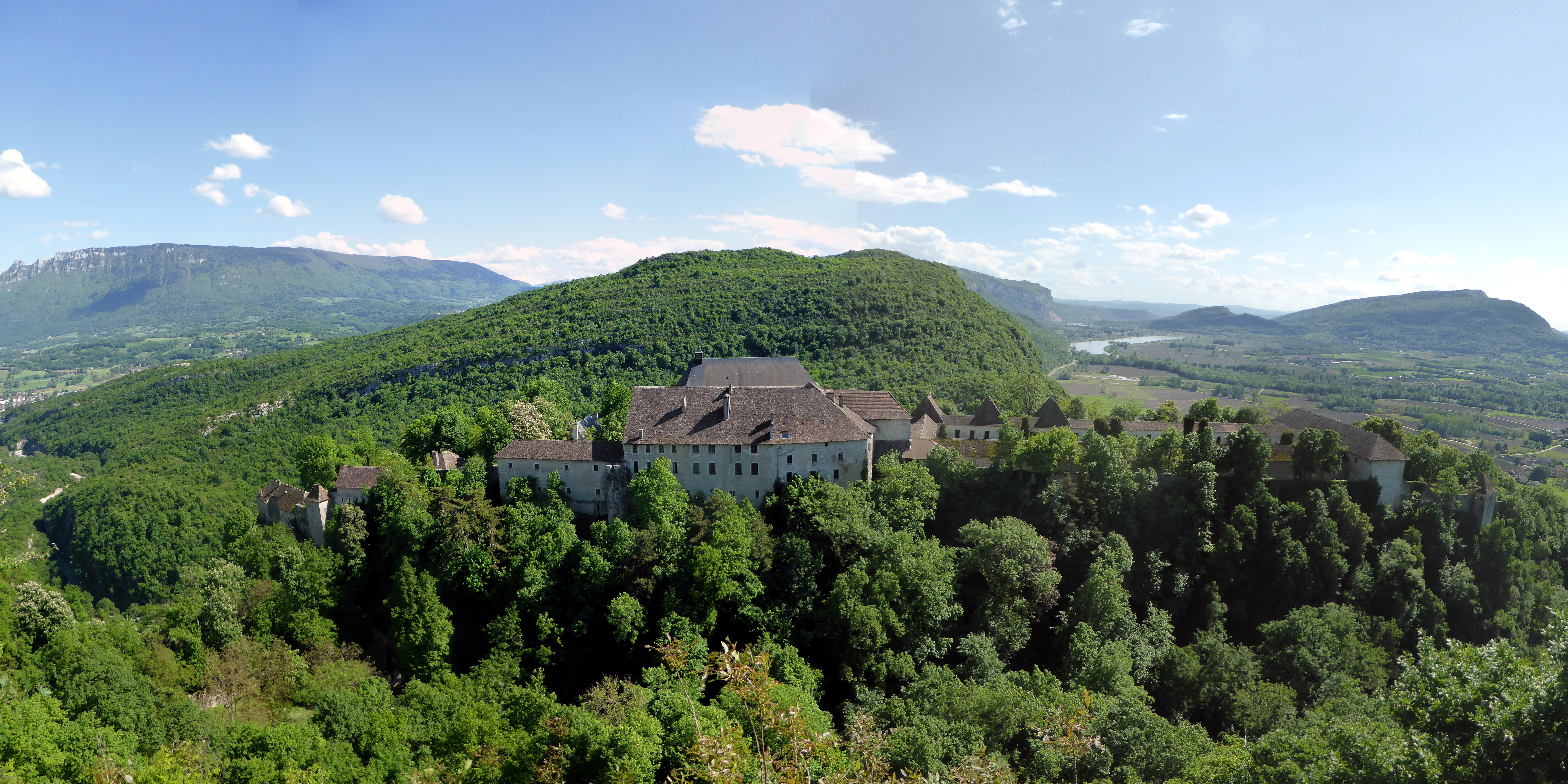
Château de Pierre-Châtel, en Bugey.

Le comte Pierre II est bien malade au début du mois de mai 1268 ; il meurt le 16 du mois, à château de Pierre-Châtel,,. Toutefois, la tradition, reprise par le généalogiste Guichenon, dit que le comte soit mort au château de Chillon, dans le pays de Vaud, au bord du Léman. Il est inhumé, le jour suivant, probablement dans la nécropole comtale des Savoie d'Hautecombe sur les rives du lac du Bourget. Sa femme, Agnès, décède quelques mois plus tard, le 11 août,.
Dans ses testaments de 1255 puis 1264, alors en possession du Chablais, il avait fait, pour choix de sépulture, l'abbaye de Saint-Maurice d'Agaune,. Laurent Rippart raconte que « l’attraction de l'abbaye d'Hautecombe finit par être la plus forte, puisqu’en 1268, sur son lit de mort, [il] changea d'avis et demanda à y être inhumé ».

#### Succession
Pierre établit, au cours de son existence, quatre testaments : 1234, 1255, 1264 et 1268,. Ces différents écrits, ainsi que les codicilles afférents, attestent de l'évolution de la pensée et de l'attitude adoptée par le prince, au fur et à mesure de son accession au pouvoir en tant que seigneur, puis baron du Faucigny, et, enfin, comte de Savoie.
Avec la mort du comte, la maison de Savoie se trouve dans une situation inédite : c'est la seconde fois (après Boniface), dans l'histoire du comté, qu'un prince n'a pas d'héritier mâle. Pierre, en préparant son testament, a nommé pour successeur son propre frère, Philippe, au détriment de sa fille Béatrice. Son testament de 1264, alors qu'il vient d'être fait comte, indique qu'en cas de décès, sa nièce Éléonore, femme du roi d'Angleterre, hériterait du comté de Savoie et son frère, Philippe, est indiqué en deuxième position, puis ses jeunes neveux, Thomas III de Piémont, Amédée et Louis. Un article stipule que sa fille, non prise en compte pour la Savoie, hériterait du comté anglais de Richemont, en plus de la terre de Faucigny.
Le dernier testament du 7 mai 1268 modifie, juste avant sa mort, ses volontés,,. Si Philippe reste l'héritier du comté de Savoie, sa fille obtient « heredem nostram... in tota terra nostra quam habemus in Gebennesio et in Uuaudo. » Le codicille du 14 mai revient sur cette décision. Le comte meurt deux jours plus tard. Le testament du 7 mai indique, par ailleurs, qu'en cas d'absence d'héritier pour Philippe, ce seront leurs jeunes neveux, fils de leur frère Thomas II de Piémont, qui hériteront du comté,. Pierre lègue à sa femme les châteaux de Versoix (Genève), d'Allinges (Vieux et Neuf en Chablais), de Féternes (Chablais), de Charousse (Faucigny/Genève) et d'Aubonne (Vaud).
Jamais, la baronne Béatrice n'a revendiqué un quelconque droit sur l'héritage comtal de son père. En revanche, son oncle et sa tante maternels, Étienne II et Béatrice de Thoire-Villars, tentent, en août, de récupérer l'héritage de sa mère, Agnès de Faucigny. Le Faucigny, au côté du Dauphiné, est ainsi régulièrement en guerre contre la Savoie jusqu'à ce qu'il rentre définitivement, en 1355, dans le domaine du comte de Savoie.
Par son testament de 1264, confirmé par celui de mai 1268, Pierre II lègue son palais de Londres, l'hôtel de Savoie, à l'hospice du Grand-Saint-Bernard.
Hugues de Palézieux est l’exécuteur testamentaire. Il reçoit la châtellenie de La Tour-de-Peilz, en legs.

## Famille
Pierre de Savoie a épousé, en 1234, Agnès de Faucigny (morte en 1268, quelques mois plus trad que Pierre), la fille du baron Aymon II de Faucigny. Ils n'ont eu qu'un enfant : Béatrice (1234 – 1310).
Béatrice, surnommée la « Grande Dauphine », est l'héritière du titre et des terres des baronnies de Faucigny et du Beaufortain. Son grand-père la marie en 1253, alors qu'elle est âgée de sept ans, à Guigues VII (1225–1269), dauphin de Viennois. En 1273, elle épouse en secondes noces Gaston VII de Moncade (1225–1290), vicomte de Béarn.

## Titres et possessions

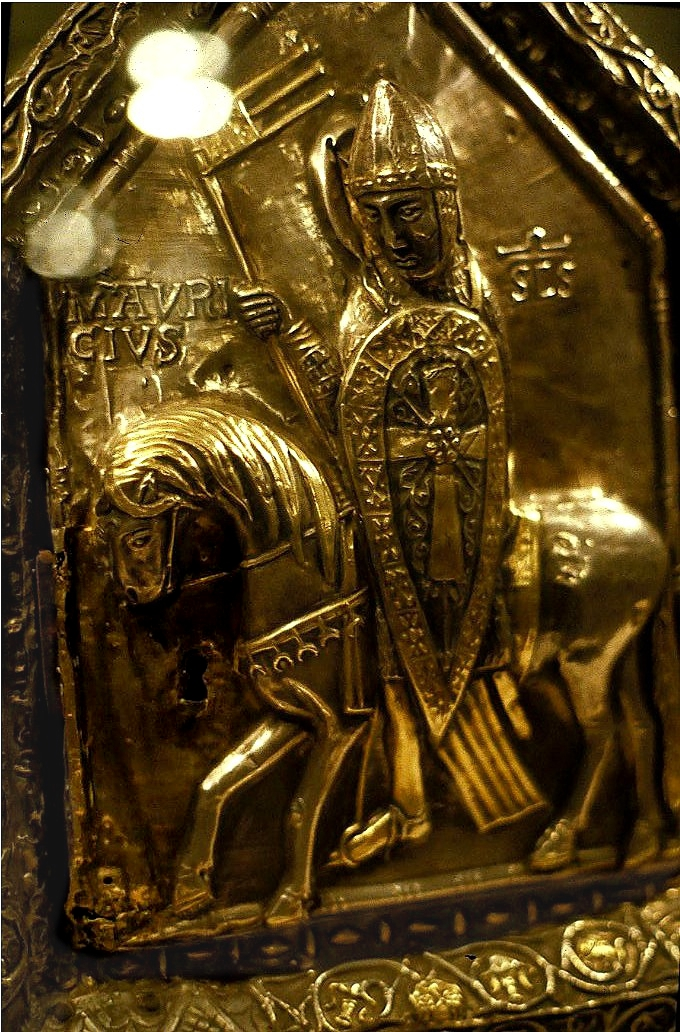
Saint Maurice représenté en soldat romain (casque, cotte de mailles, écu crucifère), décor en argent naturel et dorure sur un côté de la châsse des enfants de saint Sigismond, trésor de l'abbaye d'Agaune.

Pierre de Savoie porte, en tant qu'héritier du comté de Savoie, les titres de comte de Savoie et de Maurienne, du jour de son avènement le 11 juin 1263 à sa mort le 16 mai 1268. Avant d'accéder au trône comtal, Pierre est mentionné dans les différents actes conservés comme « fils » ou « frère du comte de Savoie », de « seigneur de Moudon et de Romont ».
Pierre de Savoie avait hérité, de son père, une partie du Bugey savoyard,, avec les châteaux de Lompnes, sur le plateau d'Hauteville, et de Cornillon au-dessus de Saint-Rambert-en-Bugey. En juin 1234, il met la main sur le fief Gex, à la suite de l'hommage rendu par le seigneur de Gex,,. En 1249, s'ajoutent la seigneurie de Septême, puis Dorches en 1255.
Lors de la conquête du pays de Vaud, Pierre se fait céder les droits sur le château de Romont par Anselme de Billens, entre 1240 et 1249, d'où l'usage de le désigner comme comte de Romont, mais cela reste une erreur. Les droits de Pierre sont confirmés le 29 mai 1244. Par mariage, il porte, après la mort de son beau-père, Aymon II, en 1254, ses titres,.
Le roi Henri III d'Angleterre fait le cadeau de l'« honneur » ou « comté » de Richmond, le 6 mai 1241,. Il ne semble pourtant pas utiliser ce titre,. Le titre, et surtout les droits, seront, d'ailleurs, contestés par le duc de Bretagne. Pierre reçut également des privilèges, libertés et terres, comme l'honneur d'Aquila dans le duché de Lancastre, dans le Sussex, d'autres dans le comté d'Essex et dans le reste de l'Angleterre dans les comtés de Norfolk, de Suffolk, de Lincoln et Hereford. En septembre, il obtient l'« honneur » d'Eagle (Lincolnshire), la terre des confins du comté de Surrey (Earl Warenne in Sussex and Surrey), et le château de Lewes, dans le Sussex de l'Est. Deux mois après, il reçoit celui de Rochester, dans le Kent, et est nommé gouverneur des Cinq-Ports. Il semble avoir obtenu une quarantaine de manoirs, dont celui d'Aldeburg en 1247, ainsi que la garde de plusieurs châteaux, dont celui d'Hastings, dans le Sussex, en 1262,, ou encore celui de Douvres. Il reçoit, aussi, le terrain dans Londres où est édifié l'hôtel particulier, l’Hôtel de Savoie ou Savoy. En 1266, le roi remet l'honneur de Richmond à Jean Ier le Roux. En compensation, Pierre semble avoir obtenu des terres et châteaux dans le reste de l'Angleterre. Lors de son décès, la plupart de ses possessions anglaises reviennent à sa nièce, la reine consort Éléonore.
Richard de Cornouailles obtient, pour lui, le titre de « Vicaire impérial » en 1263. Ses successeurs recevront, un siècle plus tard, le « titre perpétuel pour les villes et diocèses de Sion, Lausanne, Genève, Aoste, Ivrée, Turin, la Maurienne, la Tarentaise, Belley et le comté de Savoie ».
La lance et l'anneau de saint Maurice, qui auraient appartenu au chef de la légion thébaine mort en martyr de la foi chrétienne et saint patron de la Savoie, font partie des insignes des rois de Bourgogne. Ils passent, à la mort du dernier d'entre eux, en 1032, à l'Empereur, qui semble en faire cadeau au comte de Maurienne, Pierre Ier, vers 1076,. De là, semble naître la confusion entre les deux comtes sur la possession de l'anneau de saint Maurice. L'erreur semble provenir de La Chronique de Savoie, rédigée sous le règne d'Amédée VIII de Savoie (début du XVe siècle), pour légitimer le pouvoir comtal,. Une étude produite par Laurent Ripart de l'Université de Savoie, en 1994, permet de déconstruire cette représentation qui légitimait, en partie, symboliquement le pouvoir des comtes.